# Zosteraeschna ellioti
Zosteraeschna ellioti là loài chuồn chuồn trong họ Aeshnidae. Loài này được Kirby mô tả khoa học đầu tiên năm 1896.